# Walfriduskerk (Hellum)
De hervormde Walfriduskerk in Hellum, gemeente Midden-Groningen, is een van de oudste kerken in de Nederlandse provincie Groningen.

## Exterieur
Het oorspronkelijk romaanse kerkgebouw dateert uit het einde van de elfde eeuw. De tufsteen van de oorspronkelijke kerk is bij een latere verbouwing hergebruikt, afwisselend met baksteen, wat de kerk een kenmerkend speklagen-exterieur geeft. De kerk is gebouwd op een fundament van zwerfkeien, die op een aantal plaatsen boven de grond uitsteken. 
De kerk is tussen 1963 en '66 ingrijpend gerestaureerd waarbij de pleisterlaag uit 1872 is verwijderd en de oorspronkelijke romaanse vensters zijn gereconstrueerd. Plas en Plas geven aan dat de wijze van restaureren aanleiding was voor veel kritiek. Voornaamste kritiekpunt was dat de uitvoering te rigoureus was.  In de noordmuur is na de restauratie een aangetroffen sarcofaag niet opnieuw dichtgemetseld. Deze bevindt zich direct naast de toegang.

## Toren
Vanaf de 15e eeuw had de kerk waarschijnlijk twee torens, een aangebouwde en een losstaande. Waarschijnlijk in 1646 werd de aangebouwde toren verlaagd en onder het kerkdak getrokken. In 1871 werd de losstaande toren afgebroken, waarop in 1872 de huidige aangebouwde toren werd gebouwd. 

## Interieur
In de kerk staat het oudste wapenbord van Frans Rengers uit 1568, het oudste van de provincie Groningen. De preekstoel dateert uit 1759 en draagt het wapen van de familie Rengers en de familie Ripperda. Er stond een kerkorgel uit 1661, waarvan het pijpwerk verwerkt werd in het nieuwe eenklaviers instrument dat de orgelbouwer Nicolaus Anthony Lohman in 1819 vervaardigd heeft.

## Gebruik
De Walfriduskerk is nog steeds in gebruik voor de eredienst. Hellum maakt deel uit van PKN-gemeente De Woldkerken die nauw samenwerkt met de gemeente Slochteren.

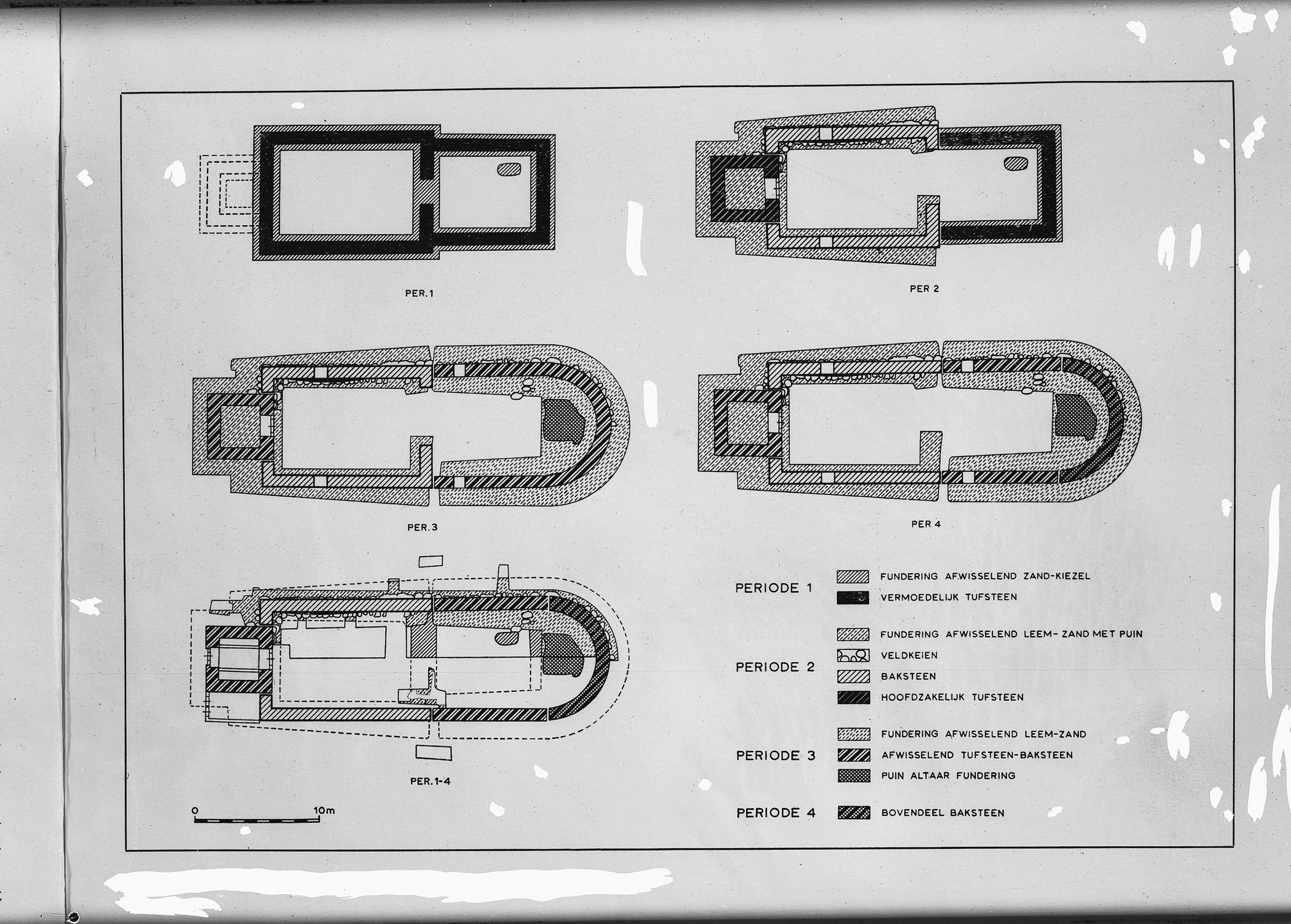
Verschillende plattegronden van de kerk in de loop der tijd
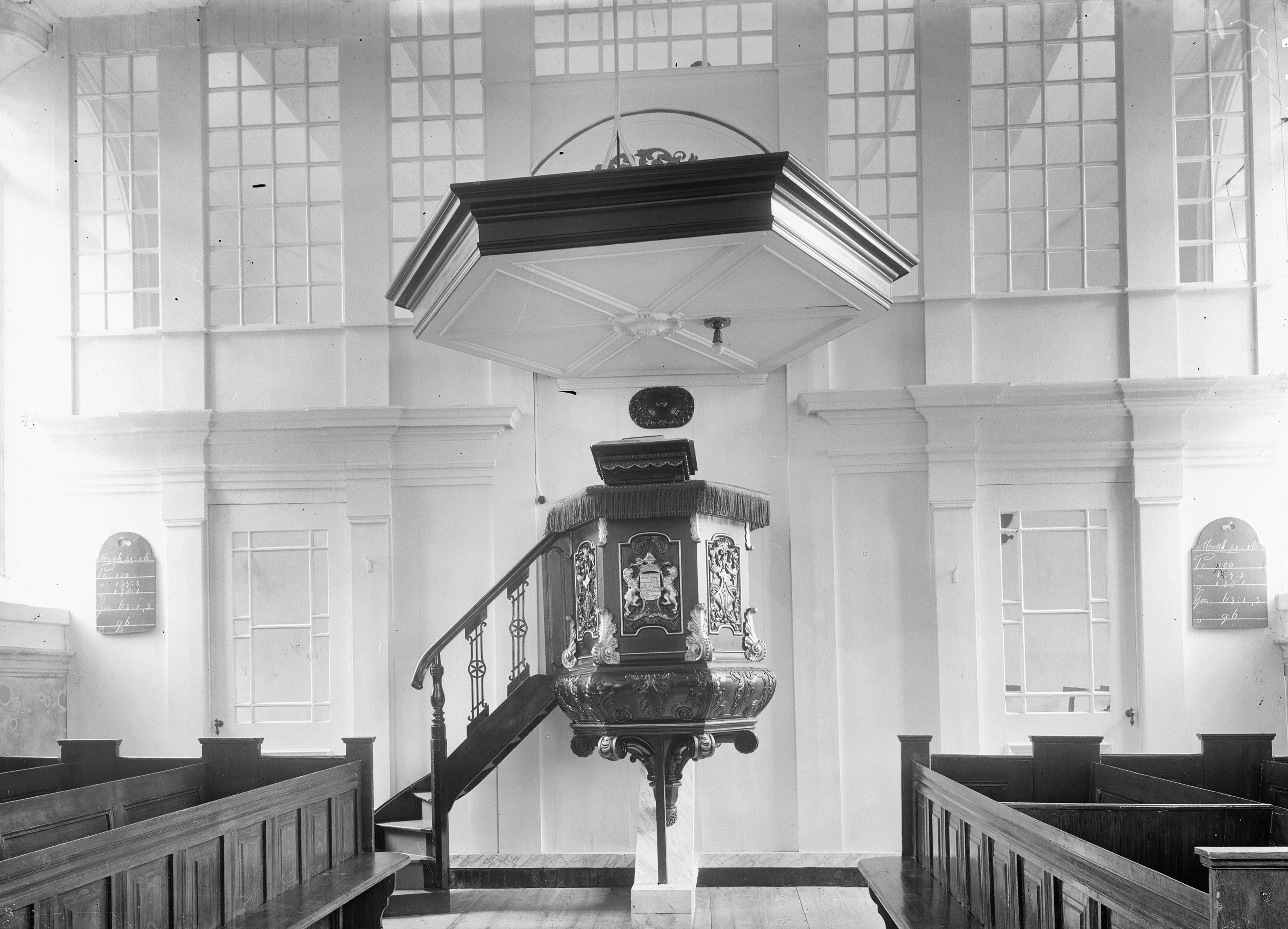
Preekstoel
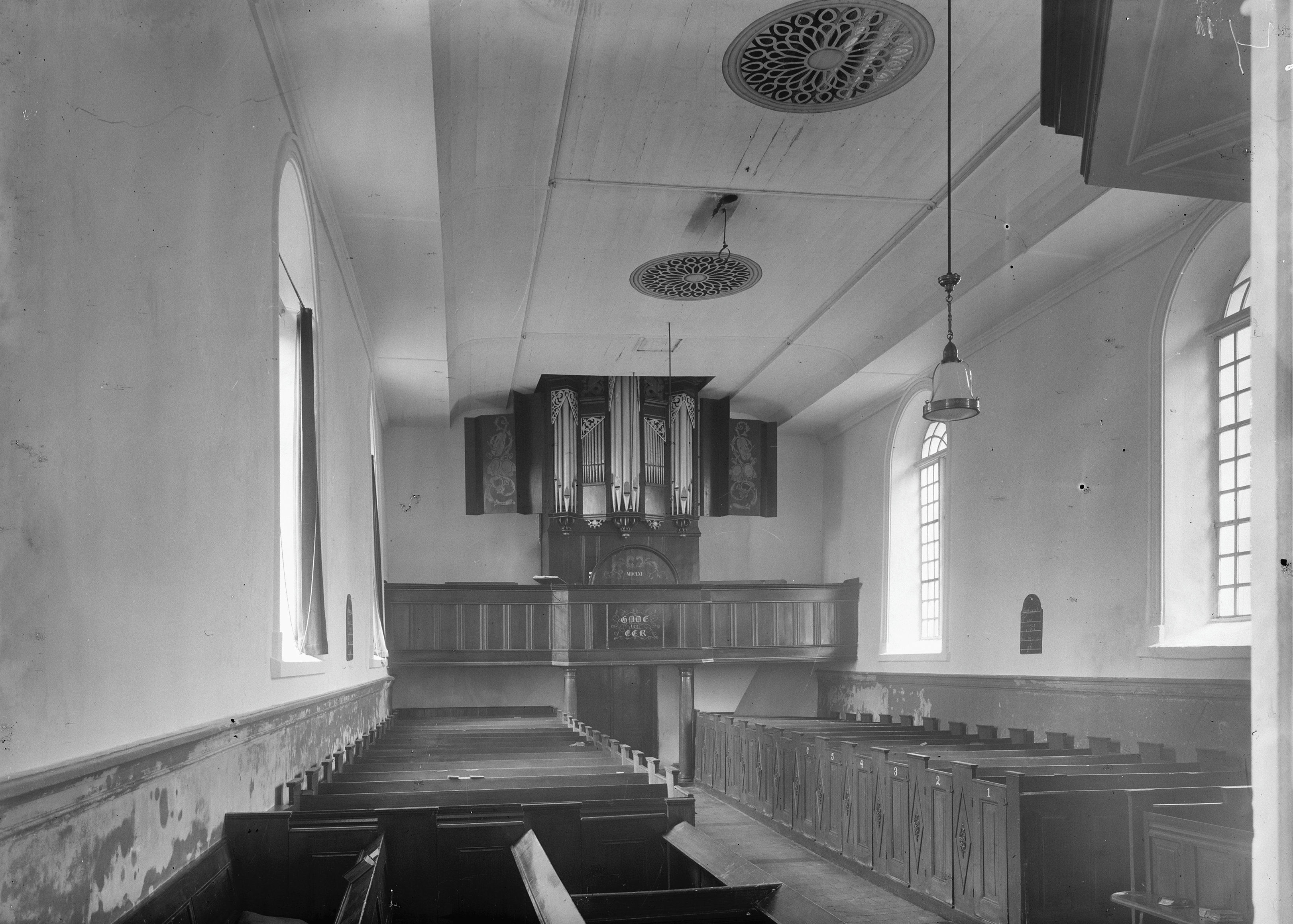
Interieur met orgel
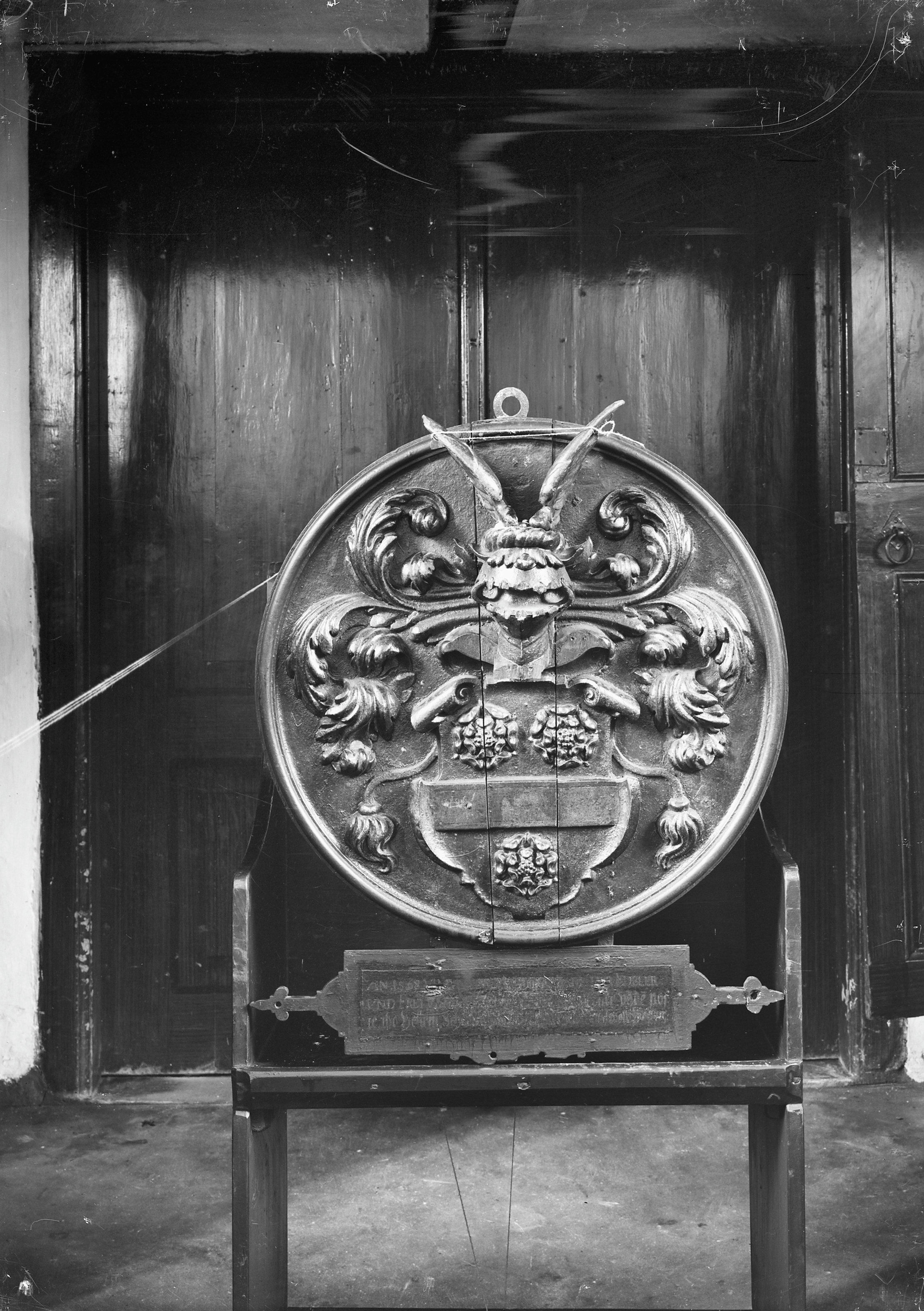
Wapenbord Frans Rengers (1935)
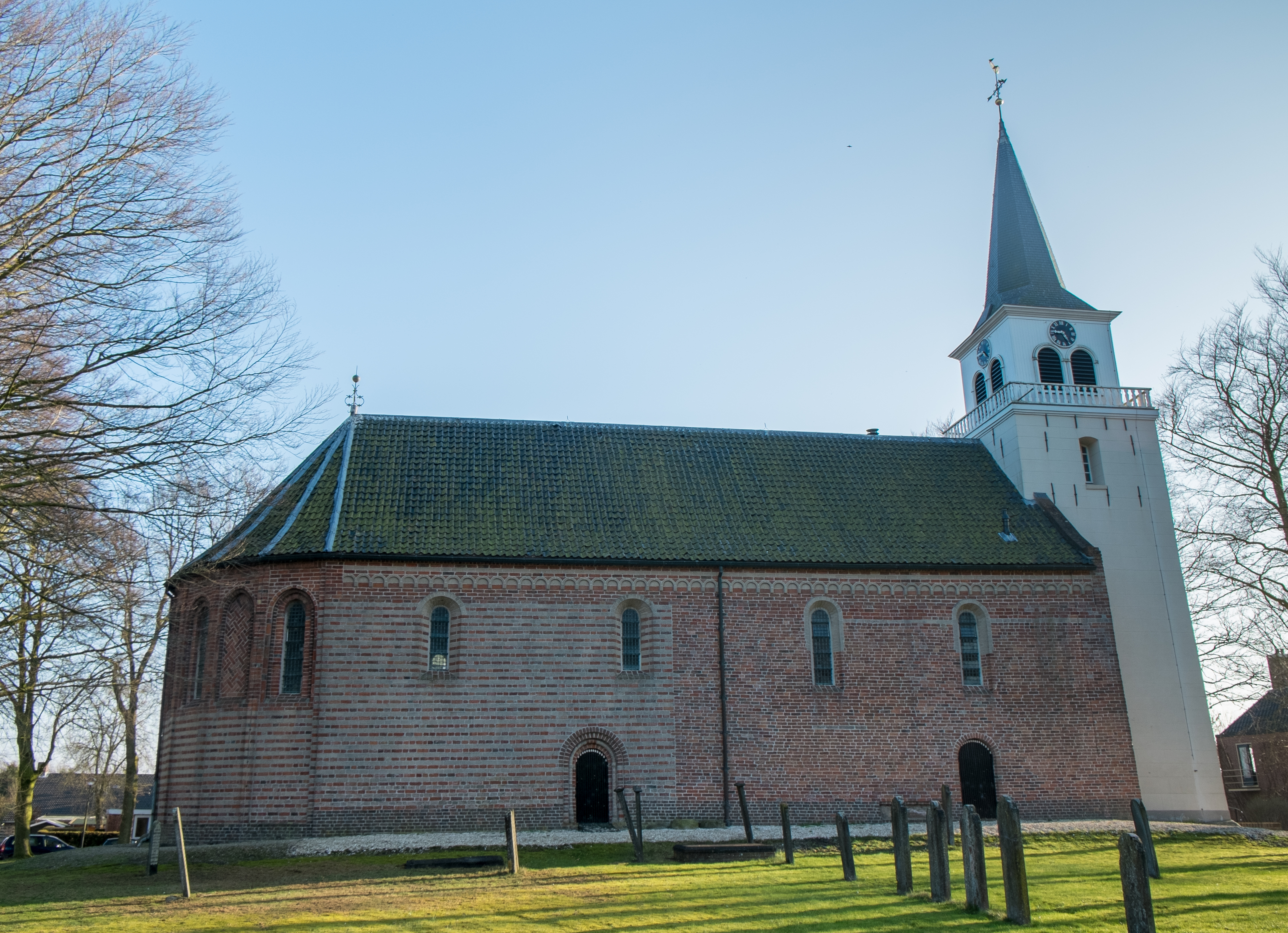
Noordmuur, drect naast de ingang is de sarcofaag te zien
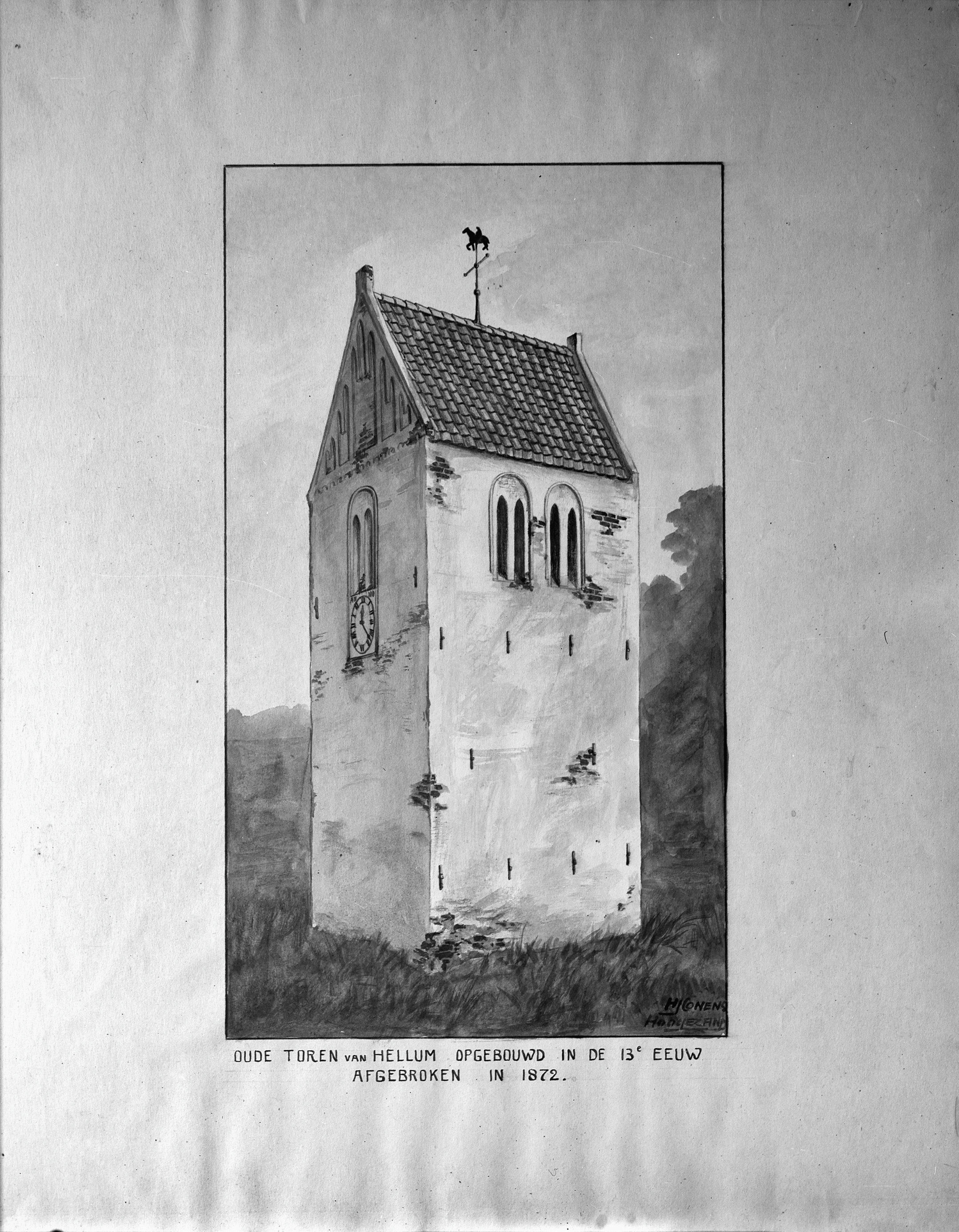
De losstaande toren zoals die er tot 1871 uitgezien moet hebben
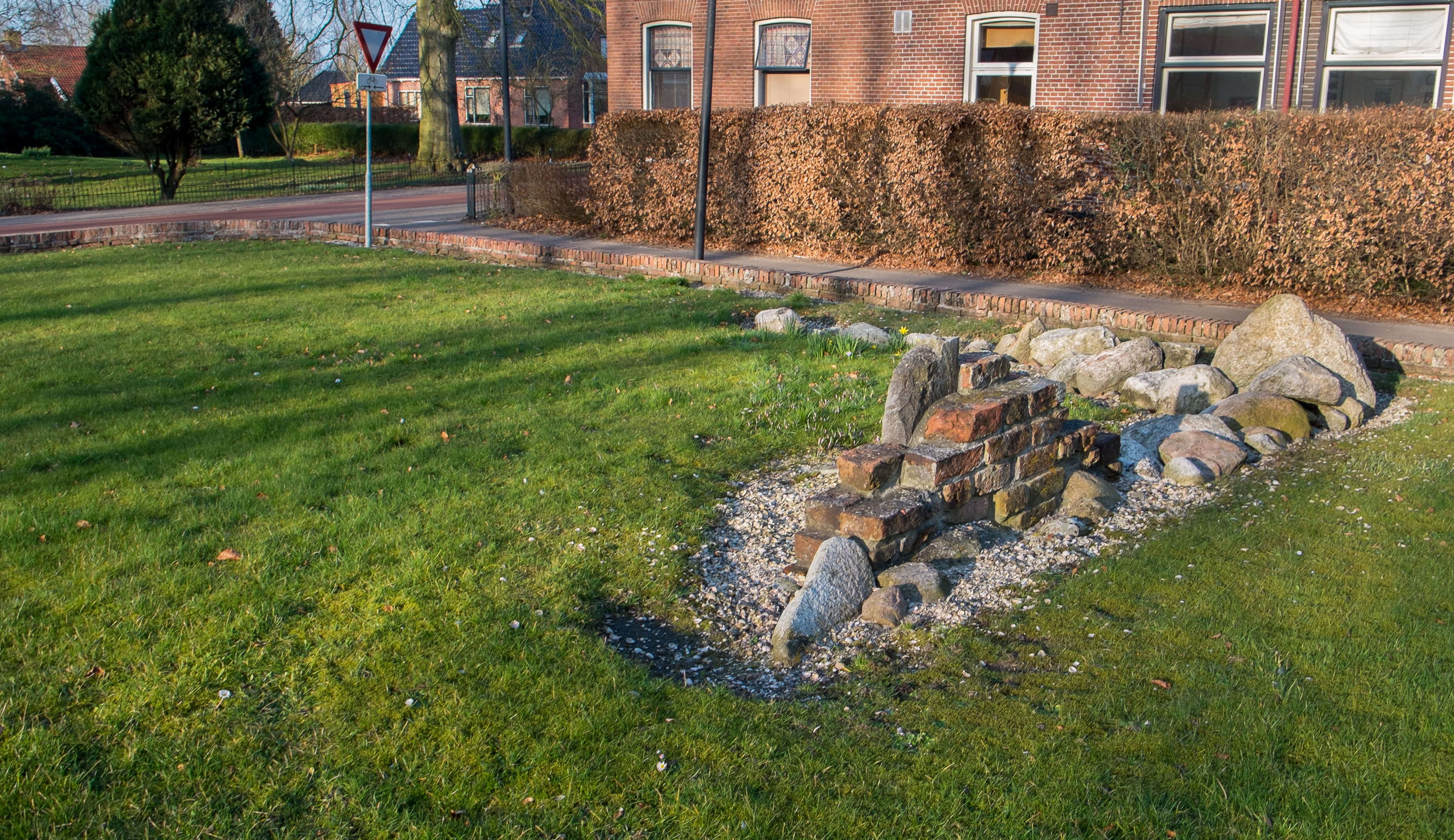
Locatie van de vroegere toren ten noordoosten van de kerk
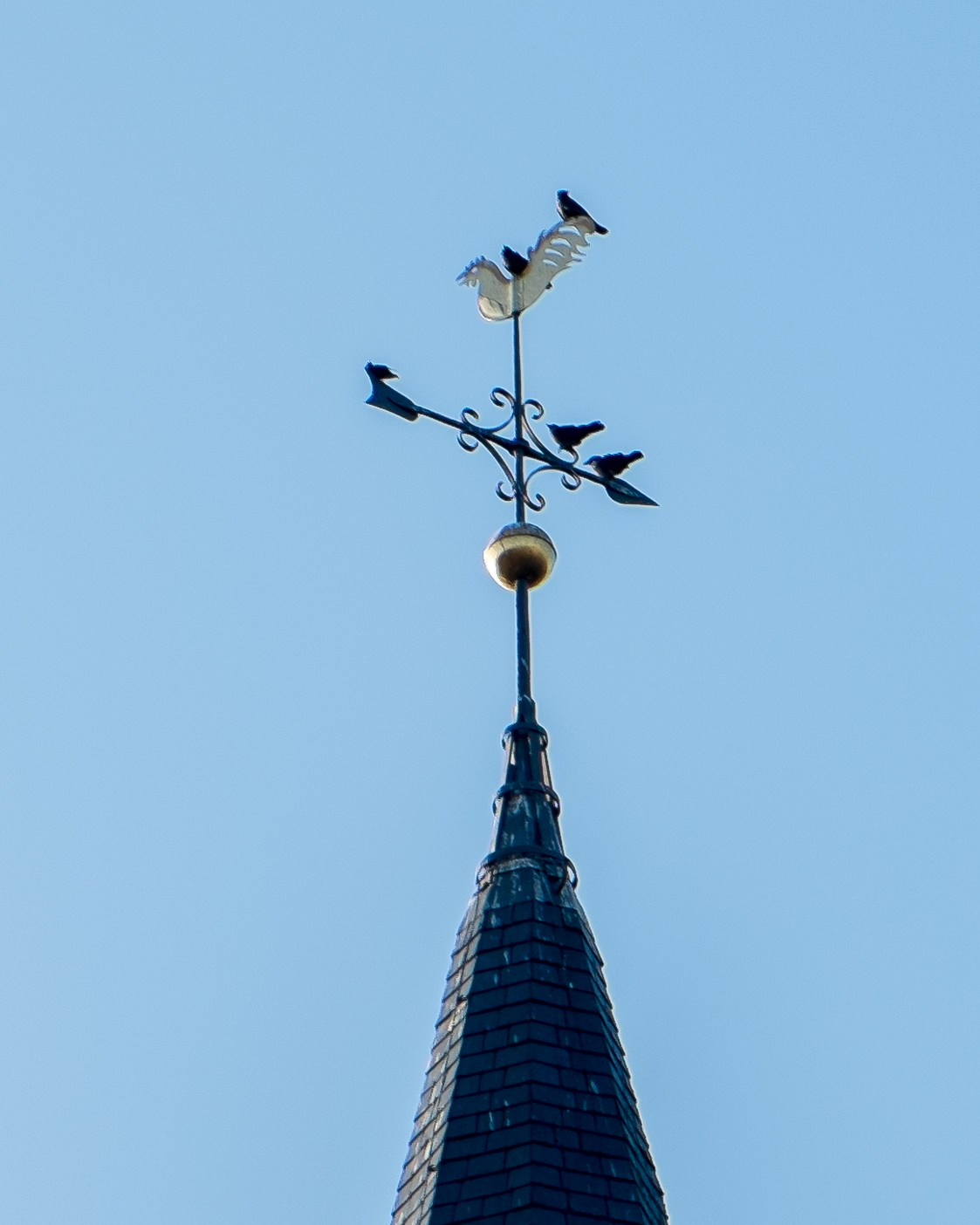
Torenspits met windvaan en windhaan